# Ngila Dickson
Ngila Dickson (1958) é uma figurinista neozelandesa. Venceu o Oscar de melhor figurino na edição de 2004 por The Lord of the Rings: The Return of the King, ao lado de Richard Taylor.